# 小谷皐月
小谷 皐月（こたに さつき、2003年7月24日 - ）は、日本のモデルで、劇団4ドル50セントの元劇団員である。大阪府出身。

## 略歴
- 2016年8月7日 「東京ガールズオーディション2016 Powered by Ameba(TGA16)」において、応募総数20,407件の中からセミファイナリスト56名(アーティスト部門21名、モデル部門35名)に選出される[1]。
- 2017年7月26日 「東京ガールズオーディション2017 Powered by Ameba(以下 TGA17)」において、応募総数20,178件の中からセミファイナリスト49名に2年連続で選出される[2]。
- 2017年7月28日～8月8日 TGA17のセミファイナリストとして、SNSの発信力・表現力を競うInstagram企画「Road to Draft」に参加。
- 2018年7月25日 「KIREIMO Presents 東京ガールズオーディション2018 Powered by Ameba(以下 TGA18)」において、応募総数 約15,000件の中からセミファイナリスト43名に3年連続で選出される[3]。
- 2018年7月31日～8月9日 TGA18のセミファイナリストとして、SNSの発信力・表現力を競うInstagram企画「Road to Draft」に2年連続で参加。
- 2018年8月9日 TGA18の4次審査となるドラフト審査が行われ、応募総数 約15,000件の中からファイナリスト8名に初めて選出される[4]。
- 2018年9月1日 TGA18のファイナリストとして「マイナビ presents 第27回 東京ガールズコレクション 2018 AUTUMN／WINTER」(さいたまスーパーアリーナ)に出演。
- 2019年3月26日 「ULTRA TEENS FES 超十代 2019＠TOKYO」のステージにて、カンコー学生服が企画する女子中高生メンバー「カンコー委員会」の2期生メンバーに選出される[5]。
- 2019年4月19日 エイベックス・AY・ファクトリー新人タレント候補として、SHOWROOMイベント「エイベックス・AY・ファクトリー スタートダッシュイベント」に参加し、37日目で50万ポイントの獲得を達成。
- 2021年7月16日 演劇集団ステージパラノーマル 第4回本公演「ナツヤスミ語辞典」にて、初めての舞台出演で初主演。
- 2021年12月26日 「劇団4ドル50セント 年末イベント」にて劇団4ドル50セントへの入団を発表。
- 2023年12月31日 劇団4ドル50セントからの卒業を発表[6]。

## 出演

### RUNWAY MODEL
- 2017年5月21日 FASHION LEADERS real.6 ptoduced by KANSAI COLLECTION (なんばHATCH)[7]
- 2018年8月6日 CREATOUS MAGAZINE COLLECTION VOL.11 (大阪市中央公会堂3階中集会室)[8]
- 2018年9月1日 マイナビ presents 第27回 東京ガールズコレクション 2018 AUTUMN／WINTER (さいたまスーパーアリーナ)
- 2019年3月26日 十代の女の子のための体験型フェス「ULTRA TEENS FES 超十代 2019＠TOKYO」 KANKO Harajuku Select ランウェイ (幕張メッセ)[9]

### EVENT
- 2018年8月18日、19日 a-nation2018 supported by dTV & dTVチャンネルのOPENING ACT (ヤンマースタジアム長居)
- 2018年8月23日 エイベックス・チャレンジステージ SUMMER LIVE vol.2 (大阪城音楽堂) [台風12号のため7月29日から延期して開催]

### 舞台
| タイトル                                                                       | 役柄               | 開催年月日・上演地                                          | 備考 |
| ------------------------------------------------------------------------------ | ------------------ | ----------------------------------------------------------- | --- |
| 演劇集団ステージパラノーマル 第4回本公演 「ナツヤスミ語辞典」                  | カブト 役 【主演】 | 2021年7月16日 - 7月19日 大阪市立芸術創造館                  | 小谷皐月は5公演に出演 当初、2021年5月12日～5月16日の上演予定だったが、2019新型コロナウイルスの影響により公演時期を変更して上演 |
| 演劇集団ステージパラノーマル 第5回本公演 「パパ検定 ～世界一かんたんな問題～」 | -                  | （上演中止）                                                | 2021年10月13日～10月17日、テアトルBONBONで上演予定だったが中止。 小谷皐月は5公演に出演予定だった。                             |
| 劇団4ドル50セントオリジナル公演 『Take Off!!!!』                               |                    | 2022年3月17日 - 3月22日 シアターグリーン BOX in BOX THEATER | 新型コロナウイルスの影響により 3月19日(土)以降の7公演を中止し、全10公演予定中の3公演を上演 小谷皐月は3公演に出演               |
| 劇団4ドル50セントオリジナル公演 『Take Off!!!!』再演                           |                    | 2022年6月16日 - 6月19日 シアターグリーン BOX in BOX THEATER | 小谷皐月は全10公演に出演 |
| 舞台「放課後の星は見えるか」                                                   | 早乙女珠朞 役      | 2022年10月19日 - 10月23日 新宿シアターモリエール            | 小谷皐月は全9公演に出演 |
| 劇団4ドル50セント 第3回本公演 『ほどよく洒落たチョコレート』                   | あずき 役          | 2023年2月8日 - 2月12日 シアター・アルファ東京               | 小谷皐月は全8公演に出演 |
| 劇団4ドル50セント スピンオフ公演 『生まれたその日の空は青かった』              | 巻野紗葉 役        | 2023年7月30日 - 8月22日 高田馬場ラビネスト                  | 新型コロナウイルスの影響により 7月30日(日)、31日(月)の3公演を中止し、全33公演予定中の30公演を上演 小谷皐月は全30公演に出演     |
| 舞台「陽だまりの中で」                                                         | （役名未定）       | 2023年9月27日 - 10月1日 中野ザ・ポケット （予定）           | |

### WEB配信ドラマ
・Lemino オリジナルドラマ「クールドジ男子」～ボクらの恋バナ～
動画配信サービス「Lemino」にて、2023年6月30日より配信。第1話「颯の恋バナ」に出演 (全4話)。